# 氟氧化锕
氟氧化锕是一种无机化合物，化学式为AcOF，具有放射性。它可以形成立方相的萤石晶格。
它可由氟化锕在高温和氨气与水反应得到：
AcF3 + 2 NH3 + H2O → AcOF + 2 NH4F
该反应在1200 °C完全进行，较低温度会有未反应的AcF3残留。